# Matrox Graphics
 (juillet 2016).
Si vous disposez d'ouvrages ou d'articles de référence ou si vous connaissez des sites web de qualité traitant du thème abordé ici, merci de compléter l'article en donnant les références utiles à sa vérifiabilité et en les liant à la section « Notes et références ».

Matrox Graphics Logo

Matrox Graphics est une entreprise spécialisée dans les solutions graphiques fondée en 1976 à Montréal au Canada. Ses solutions s’adressent principalement aux marchés professionnels de la finance, de la création numérique, de l'imagerie médicale et de l'informatique industrielle.
L'origine du nom de la compagnie provient des noms des deux fondateurs qui sont : Branco Matic et Lorne Trottier. MA pour Matic, Tro pour Trottier et X pour Excellence.
Matrox Graphics a créé de nombreux produits en offrant presque toujours des possibilités de multi affichage. Après avoir été durant une décennie dans le domaine du grand public, Matrox Graphics est maintenant plus présent dans des marchés professionnels, notamment la CAO et GIS, les affichages publics pour les aéroports ou la restauration, etc.

## Années 90
- Matrox Ultima
- Matrox Impression
- Matrox Millennium
- Matrox Mystique
  - Matrox Mystique 220
- Matrox Millennium II
- Matrox m3D
- Matrox Productiva G100
  - Matrox Productiva G100 MMS

## Série parhelia
Haut de gamme chez Matrox Graphics. Offre jusque 3 affichages.
- Matrox Parhelia 128 Mio
- Matrox Parhelia 256 Mio
- Matrox Parhelia PCI 256 Mio
- Matrox Parhelia DL256

## Série Millennium P
De 2 à 3 affichages.
- Matrox Millennium P650 PCIe 128
- Matrox Millennium P650 LP PCIe 64
- Matrox Millennium P650
- Matrox Millennium P650 Low-profile PCI
- Matrox Millennium P750

## Série QID
Jusque 4 affichages
- QID
- QID Pro
- QID LP PCIe
- QID Low-profile PCI

## Série MMS
Jusque 4 affichages
- G450x2 MMS
- G450x4 MMS

## Série Millennium G
- Matrox G200
  - Matrox Mystique G200
  - Matrox Millennium G200
  - Matrox Millennium G200 LE
  - Matrox Millennium G200 DVI
  - Matrox Millennium G200 MMS
  - Matrox Marvel G200
  - Matrox Millennium G250

- Matrox G400
  - Matrox Millennium G400
  - Matrox Millennium G400 MAX
  - Matrox Marvel G400

- Matrox G450
  - Matrox Millennium G450
  - Matrox Millennium G450 DVI
  - Matrox Millennium G450 MMS
  - Digital First Millennium G450
  - Matrox Marvel G450 eTV
  - Matrox Millennium G450 Low-profile

- Matrox G550
  - Matrox Millennium G550 LP PCIe
  - Matrox Millennium G550
  - Matrox Millennium G550 Low-profile PCI
  - Matrox Millennium G550 Dual DVI
  - Matrox Millennium G550 PCIe

## Produits spéciaux
- Matrox Parhelia HR256 conçue pour piloter des écrans 9MP (3840x2400)
- Matrox Parhelia Precision SGT
- Matrox Parhelia Precision SDT
- Matrox Parhelia APVe Sort un flux HD component
- Matrox DualHead2Go boîtier externe proposant un double affichage depuis une sortie VGA
- Matrox TripleHead2Go boîtier externe proposant un triple affichage depuis une sortie VGA
- Matrox Extio conçue pour une connexion graphique à distance par fibre optique